# VIXX
Ne doit pas être confondu avec Nmixx.
VIXX (coréen : 빅스; un acronyme pour Voice, Visual, Value in Excelsis) est un boys band sud-coréen de K-pop qui se compose de cinq membres formé par Jellyfish Entertainment,. Tous les membres avant de débuter, ont participé à un concours intitulé MyDOL sur Mnet,,,, où ils ont été choisis par un système d'élimination à l'aide des votes du public,. Le nom du groupe a aussi été choisi par le public. Ainsi, VIXX est composé de N, Leo, Ken, Ravi, et Hyuk. Hongbin annonce qu'il quitte le groupe en août 2020. Ils sont principalement connu comme un groupe ayant un concept où la performance dont la musique, les paroles, la chorégraphie, et les prestations globales sont créées ensemble pour raconter une histoire.

## Fan-club
La mascotte du groupe, nommée ROVIX, a annoncé via Twitter le 11 janvier 2013 le nom qui désignera les fans de VIXX. Ces derniers seront donc désormais nommés "ST☆RLIGHT" (prononcé "starlight", qui se traduit en français par "lumière des étoiles"). Cela ne signifie pas que les "étoiles" des fans sont les membres de VIXX, mais au contraire que les "étoiles/star" de VIXX sont leurs fans.

## Biographie

### Pré-débuts
Avant de débuter, ils étaient dix à s'affronter dans le concours MyDOL. Désormais, ils ne sont plus que six et ils débuteront sous le nom de VIXX. La chaîne Mnet a poussé plus loin le concept télé-réalité et télé-crochet en donnant la possibilité aux téléspectateurs de former le boys band de leur choix. En effet, c'est par le biais de missions à réaliser que chaque candidat devait montrer son potentiel pour obtenir les votes du public. Ils sont le premier boys band de Jellyfish Entertainment. Le nom officiel du groupe a été annoncé le 10 mai 2012,,,,,.

### 2012:Super HeroetRock Ur Body
VIXX débute avec Super Hero le 24 mai 2012 et son MV, ils ont effectué leurs débuts sur la scène du M Countdown le jour même. D'ailleurs à la suite de leur bonne prestation ils sont arrivés en tête des recherches de lives sur différents sites coréens directement après leur représentation.
Ils dévoilent leur second single le 14 août avec son MV, Rock Ur Body.
Ils ont participé au KCON 2012 le 13 octobre en Californie.
Pour célébrer la fin de l'année 2012, les artistes de Jellyfish Entertainment ont préparé un projet spécial nommé Jelly Christmas 2012 Heart Project afin de remercier leurs fans. Ainsi, le 5 décembre, la chaine YouTube officielle de la compagnie a posté le MV de Because It's Christmas.

### 2013:On and On,Hyde,Jekyll,Voodooet The Milky Way Global Showcase
Le 6 janvier 2013, VIXX sort le titre Don't Want to Be an Idol, venant de leur troisième single, "On and On". Le single "On and On" est sortie le 17 janvier, avec la mise en ligne de son MV.
Le titre-phare Hyde et le premier mini-album du groupe du même nom sont sortis le 20 mai. Celui-ci s'est d'ailleurs positionné à la 7e place du Billboard World Albums. Le titre-phare, G.R.8.U (Great U) issu de la version repackage de l'album nommé, "Jekyll" est sorti le 31 juillet.
Le 17 octobre, le groupe est apparu dans le drama Heirs (épisode 4) sur la chaine SBS.
Dans les mois d'octobre et de novembre, VIXX a tenu son premier showcase tour, The Milky Way Global Showcase, qui a été tenu en Corée du Sud, au Japon, en Italie, en Suède, en Malaisie et en Amérique,.
Le 8 novembre, le groupe sort le titre et son MV nommé Only U, venant de leur prochain album, "Voodoo". Le 20 novembre, le titre Voodoo Doll est mis en ligne avec son MV, malheureusement une partie de la chorégraphie fut jugé d'une "violence inapproprié" pour le public, les membres du groupe furent obligés de le modifier. Le 15 novembre 2013 l'album lui-même est publié. Le 6 décembre, VIXX remporte son premier trophée depuis ses débuts lors de l'émission musicale, Music Bank.
Les artistes de Jellyfish Entertainment, incluant VIXX, ont sorti leur annuel titre de Noël le 10 décembre, nommé Winter Confession pour "Jelly Christmas 2013". La chanson a été dans le top du Instiz chart pendant deux semaines, mais aussi dans le Billboard K-Pop Hot 100 et le Gaon charts,,.

### 2014:Eternity,Darkest Angels, Live Fantasia: Hex Sign,Erroret One Fine Day
Le 5 mars 2014, l'agence du groupe, Jellyfish Entertainment a fait savoir qu'un retour de la part des garçons était programmé pour la mi-avril ou début mai. Le 18 mai, le titre du cinquième single de VIXX est révélé par le fancafe officiel du groupe, "Eternity" et le teaser vidéo est mis en ligne le 22 mai. Le 27 mai, le MV de Eternity est mis en ligne et le single est sorti.
Le 19 mai, Jellyfish a révélé que le groupe va faire ses débuts sur le marché japonais avec leur premier album, "Darkest Angels", le 2 juillet,.
Le 20 juin, il est annoncé que le groupe est attendu pour la KCON du 9 au 10 août. De juillet à septembre, VIXX a tenu sa première tournée de concerts, VIXX Live Fantasia tour Hex Sign passant par le Japon et des pays d'Europe.
Le 25 septembre, Jellyfish Entertainment a confirmé que le groupe fera son retour le 14 octobre. Le 4 octobre, le nom du titre-phare et la tracklist de leur second mini-album sont dévoilés via leur site officiel. Le 10 octobre, le teaser vidéo de Error est mis en ligne et le MV ainsi que le mini-album, "Error" sont sortis le 14 octobre.
Le 10 décembre, VIXX a sorti la version japonaise de "Error", incluant aussi la version japonaise de "Youth Hurts".
Le 2 décembre, un porte-parole de One Fine Day a annoncé le lancement d’une nouvelle saison de ce programme sur la chaîne câblée MBC Music. Cette fois, pour la nouvelle saison le public pourra suivre un nouveau groupe de K-pop masculin et il s'agit des VIXX.

### 2015:Boys' Record, Live Fantasia: Utopia, Première sous-unité officielle: VIXX LR,Can't SayetChained Up

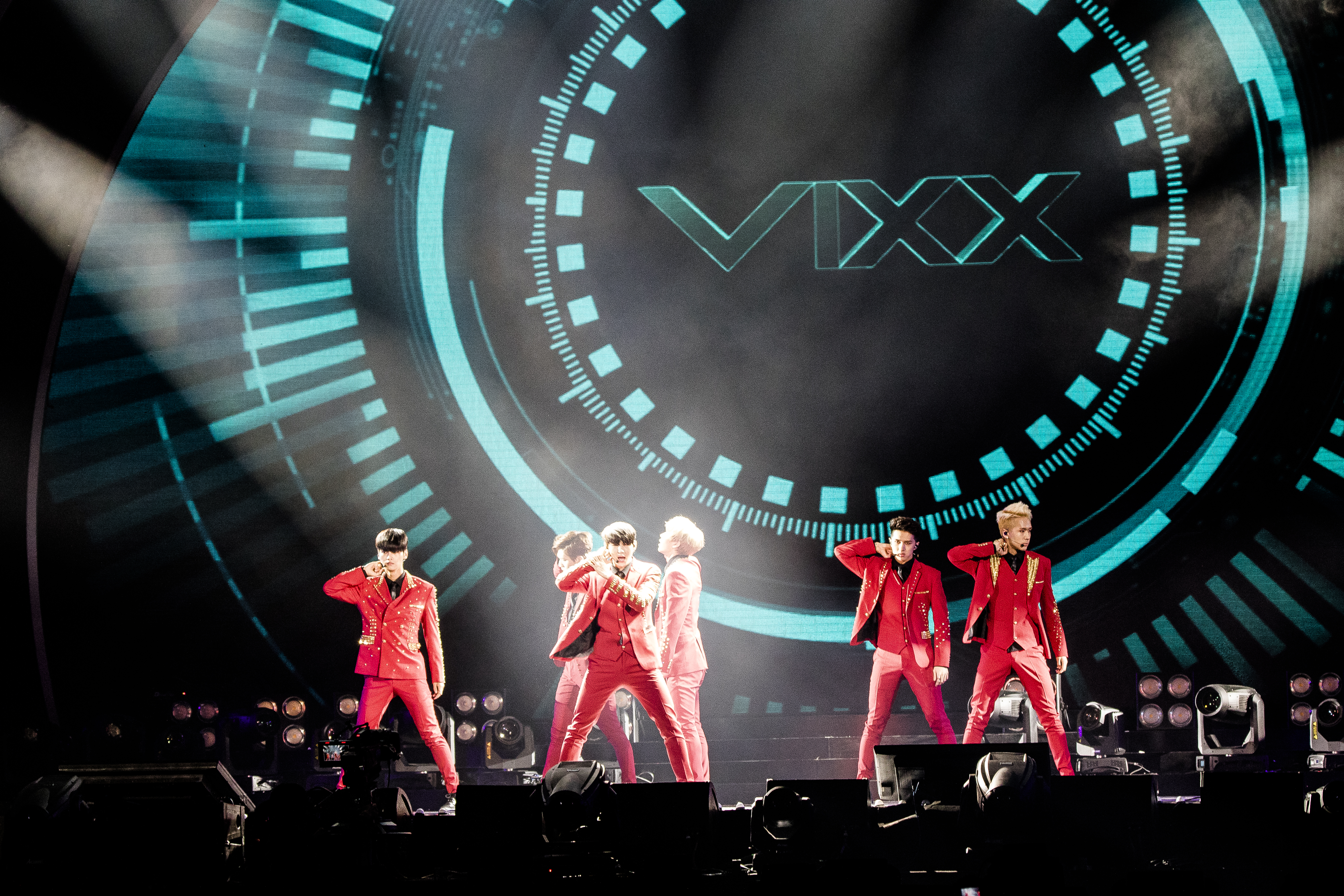
VIXX sur scène en 2015.

Le 20 février 2015, le teaser vidéo pour Love Equation est mis en ligne. Le 24 février, le single album "Boys' Record" est sorti avec le MV du titre-principal, Love Equation. Après sa sortie, la chanson a fait un all-kill sur tous les programmes de classement musicaux. Le groupe a réussi à faire un triple crown (3 victoires) au The Show,.
De mars à mai, VIXX a tenu sa seconde VIXX Live Fantasia tour cette fois-ci nommé Utopia dans plusieurs pays dont : la Corée du Sud, Japon, Manille et Singapour.
Le 7 juillet, le groupe entre dans le marché chinois et taïwanais avec la sortie de la version chinoise de "Error" en Chine sur QQ et en Taïwan sur KKBOX.

En août, il est confirmé par Jellyfish Entertainment que le groupe fera son retour japonais avec leur second single japonais "Can't Say", qui sortira le 9 septembre.

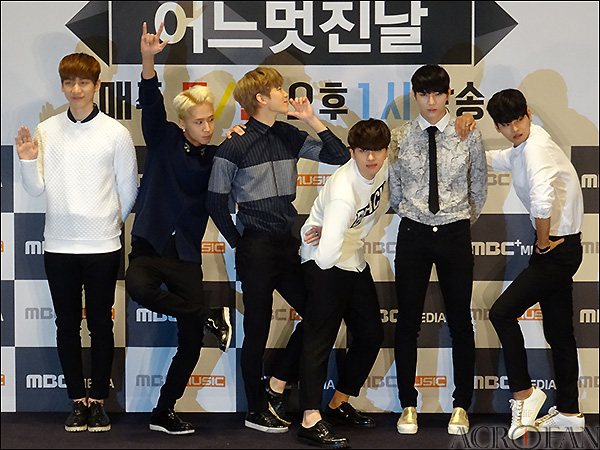
VIXX en 2015.
De gauche à droite : Hyuk, Ravi, Hongbin, Ken, Leo et N

Le 7 août, après le mystère du compteur présent sur le site web de VIXX la veille qui a été résolu, comme prévu.
Et à la grande surprise, celui-ci n’avait pas pour but d’annoncer le retour du groupe. Il annonçait en fait le lancement d’une sous-unité. Les membres formant cette sous-unité ont été révélés par le biais d’une vidéo teaser. Ce sont donc Leo et Ravi qui formeront cette sous-unité, qui sera visiblement dénommée VIXX LR et dont les débuts sont programmés pour le 17 août.
VIXX LR est confirmé par Jellyfish Entertainment pour être la première sous-unité du groupe composé du rappeur Ravi et du chanteur Leo. Leur premier mini-album, "Beautiful Liar", est sortie le 17 août. Le même jour ils ont tenu leur premier showcase pour "Beautiful Liar" au Yes24 Muv Hall à Mapo-gu, Séoul,.
Le 9 septembre, VIXX fait son retour au Japon avec la sortie de leur second single japonais, "Can't Say".
Le 18 septembre, selon les dires provenant des personnes du milieu musical, VIXX aurait programmé la sortie de son nouvel opus pour le 10 novembre. Il est dit que les membres seraient actuellement en plein enregistrement des pistes qui composeront leur prochain album. À la suite de cette annonce de nombreuses photos et vidéos teaser sont mises en ligne,,,,,,,.
Ainsi, le 10 novembre, le groupe fait son retour avec son second album studio, Chained Up, le clip vidéo du titre du même nom est par cette occasion mis en ligne. Les garçons ont également tenu un showcase le même jour afin de célébrer la sortie de l'opus, il s'est tenu à 20 heures (heure coréenne) au AX Korea, celui-ci a été diffusé via l'application NAVER V. Peu de temps après sa sortie, "Chained Up" est arrivé à la première place de différents classements musicaux en ligne comme Mnet, Genie, Monkey3 et Naver Music.

### 2016:Depend on Me,CONCEPTION:Zelos,HadesetKratos
Le 27 janvier 2016, marque la sortie du premier opus nippon du groupe, Depend on Me, qui a fait son entrée dans le classement de l'Oricon directement en quatrième place. Il atteint la première place du classement le 30 janvier.
Le 29 mars 2016, les VIXX dévoilent le projet VIXX 2016 Conception. Les garçons feront plusieurs retours sous forme de trilogie, tout le long de l'année. N a d'ailleurs fait part : “Chaque chanson évoque un dieu différent. Nous avons préparé des pistes et des performances qui correspondent à chaque personnalité.”.

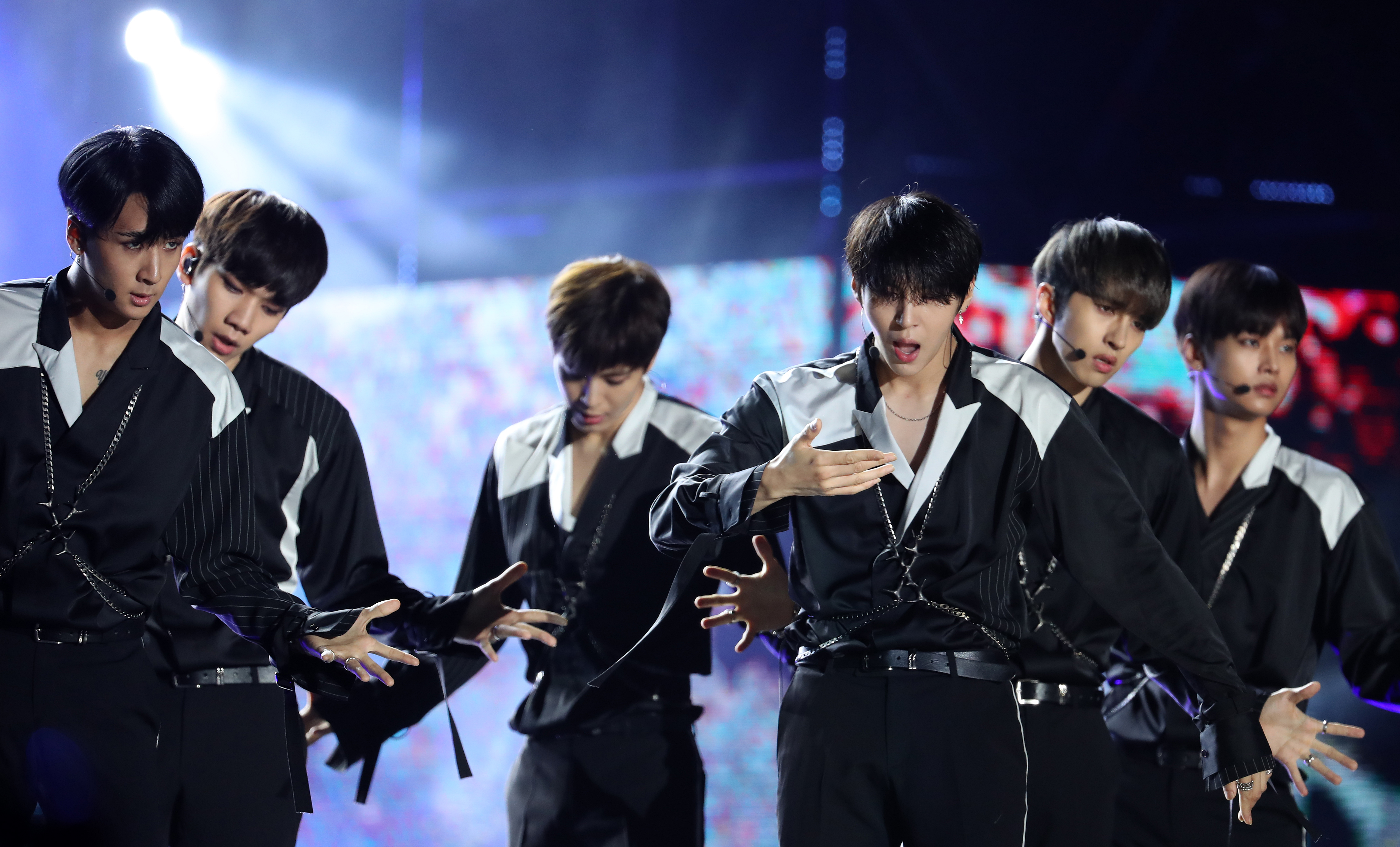
VIXX sur scène en septembre 2016

Le 20 avril en Corée du Sud, le groupe fait son retour avec la première partie de Conception nommée Zelos accompagnée du clip vidéo de leur nouvelle piste-phare, "Dynamite", qui est mis en ligne. Après quelques heures seulement, le nouvel opus du groupe se retrouve en tête des classements musicaux. "Dynamite" est numéro 1 sur Naver Music, Mnet, Bugs et Genie. Le titre est également bien placée sur MelOn, Olleh ainsi que Soribada.
Le 29 juin, VIXX sort son troisième single japonais, 花風 ("Hana-Kaze"),.
Le 12 août c'est cette fois-ci avec la seconde partie de leur trilogie que le groupe fait son retour, soit avec l'album single Hades et le clip de "Fantasy". Selon Gaon, le 18 août, Hades s'est placé à la première place du classement du 7 au 13 août mais également sur Weibo du 8 au 14 août, faisant ainsi de VIXX le groupe K-pop le plus populaire du moment sur le réseau social chinois. Les garçons ont également rencontré le succès sur plusieurs autres classements en ligne grâce à leur chanson "Fantasy".
Le 31 octobre, les garçons sortent la dernière partie de la trilogie Conception avec le mini-album, Kratos et le clip vidéo de "The Closer".
Le 21 novembre, VIXX a publié sa compilation nommée VIXX 2016 Conception Ker pour célébrer la fin de sa trilogie. Le clip vidéo du titre "Milky Way" est également mis en ligne,.
En décembre, VIXX a participé au projet d'hiver de la Jellyfish Entertainment, Jelly Christmas 2016, avec  leurs compagnons de label: Seo In-guk, Gugudan, Park Yoon-ha, Park Jung-ah, Kim Gyu-sun, Kim Ye-won et Jiyul. La piste titre "Falling" a été diffusée numériquement, le 13 décembre 2016,,,,.

### 2017-présent:5eanniversaire
Le 23 mars 2017, la Jellyfish Entertainment a annoncé que les membres de VIXX travaillent sur leur nouvel album avec un objectif de publication fixé pour mai. Le 6 avril, l'agence a révélé que dans le cadre des célébrations du 5e anniversaire du groupe, VIXX tiendra un concert, sortira un nouvel album et tiendra une exposition. La célébration faite pour être un festival intitulé "VIXX V FESTIVAL" commencera avec leur concert du 12 au 14 mai, où leur nouvelle chanson sera révélée pour la première fois. Ils publieront ensuite leur album, puis tiendront l'exposition.
En effet Leo, N et Ken ont fini leur service militaire.
Leo : 
décembre 2019 - septembre 2021
N :
mars 2019 - août 2020
Ken : 
Juillet 2020 - janvier 2022
Tandis que Ravin est lui partie le 27 octobre 2022 et Hyuk il partira dans un an minimum.

## Membres
| Nom de scène | Nom de scène | Nom de naissance | Nom de naissance | Date de naissance | Nationalité | Position                                                              |
| Romanisé     | Coréen       | Romanisé         | Coréen           | Date de naissance | Nationalité | Position                                                              |
| ------------ | ------------ | ---------------- | ---------------- | ----------------- | ----------- | --------------------------------------------------------------------- |
| N            | 엔           | Cha Hakyeon      | 차학연           | 30 juin 1990      | Sud-coréen  | Leader, danseur principal, chanteur secondaire, hyung (le plus vieux) |
| Leo          | 레오         | Jung Taekwoon    | 정택운           | 10 novembre 1990  | Sud-coréen  | Chanteur principal, danseur                                           |
| Ken          | 켄           | Lee Jaehwan      | 이재환           | 6 avril 1992      | Sud-coréen  | Chanteur principal, danseur                                           |
| Hyuk         | 혁           | Han Sanghyuk     | 한상혁           | 5 juillet 1995    | Sud-coréen  | Danseur secondaire, chanteur, maknae (le plus jeune)                  |

### Ancien membre
| Nom de scène | Nom de scène | Nom de naissance | Nom de naissance | Date de naissance | Nationalité | Position                                      | Date de départ |
| Romanisé     | Coréen       | Romanisé         | Coréen           | Date de naissance | Nationalité | Position                                      | Date de départ |
| ------------ | ------------ | ---------------- | ---------------- | ----------------- | ----------- | --------------------------------------------- | -------------- |
| Hongbin      | 홍빈         | Lee Hongbin      | 이홍빈           | 29 septembre 1993 | Sud-coréen  | Rappeur secondaire, chanteur, danseur, visuel | 7 août 2020    |
| Ravi         | 라비         | Kim Wonshik      | 김원식           | 15 février 1993   | Sud-coréen  | Rappeur principal, danseur principal          | 11 avril 2023  |

## Discographie

### Albums coréens
- 2013 : Voodoo
- 2015 : Chained Up

### Album japonais
- 2016 : Depend on Me

### Mini-albums
- 2013 : Hyde/Jekyll
- 2014 : Error

## Sous-unité

### VIXX LR
VIXX LR (coréen : 빅스 LR) est la première sous-unité officielle de VIXX sous Jellyfish Entertainment. Établi en août 2015, VIXX LR est composé de Leo et de Ravi. La sous-unité a débuté avec leur premier mini-album nommé Beautiful Liar, le 17 août 2015,.

## Filmographie

### Télé-réalité
| Année | Chaîne       | Titre                                       | Note(s)                                                   |
| ----- | ------------ | ------------------------------------------- | --------------------------------------------------------- |
| 2012  | Mnet         | MyDOL                                       | Concours afin de créer VIXX (8 épisodes)                  |
| 2012  | SBS MTV      | VIXX's MTV Diary                            | Diffusé en première le 15 juin (64 épisodes).             |
| 2013  | SBS MTV      | Plan V Diary                                | Diffusé en première le 2 avril (5 épisodes).              |
| 2013  | Mnet Japan   | VIXX File                                   | Diffusé en 2013 au Japon sur Mnet Japan pour 12 épisodes. |
| 2015  | MBC Music    | VIXX's One Fine Day                         | Montre les vacances du groupe à Jeju-do (8 épisodes),.    |
| 2016  | Fuji TV NEXT | Project VIXX ~Invaders from Space~          | Diffusé le 31 janvier 2016 au Japon.                      |
| 2016  | Fuji TV NEXT | Project VIXX 2 ~Invaders from Space Return~ | Diffusé le 29 juillet 2016 au Japon.                      |

### Dramas
| Année | Chaîne | Titre         | Membre(s)   | Rôle                 | Note(s)               |
| ----- | ------ | ------------- | ----------- | -------------------- | --------------------- |
| 2013  | SBS    | The Heirs     | Tous        | En tant qu'eux-mêmes | Caméo (Épisode 4)     |
| 2014  | SBS    | Glorious Day  | Leo et Hyuk | En tant qu'eux-mêmes | Caméo (Épisode 43),   |
| 2016  | KBS2   | Moorim School | Lee Hongbin | Wang Chi Ang         | Premier rôle masculin |

### Émissions de variétés
| Année | Chaîne      | Titre                                | Membre(s)             | Épisodes         | Note(s)                                                                                   |
| ----- | ----------- | ------------------------------------ | --------------------- | ---------------- | ----------------------------------------------------------------------------------------- |
| 2012  | MBC Music   | All the K-pop                        | N et Hongbin          | 7 et 8           |                                                                                           |
| 2013  | MBC Music   | All the K-pop                        | N, Hongbin et Ken     | 23, 24, 34 et 35 |                                                                                           |
| 2013  | MBC Music   | All the K-pop                        | Tous                  | 40               |                                                                                           |
| 2013  | Arirang TV  | After School Club                    | Tous                  | 8 et 35          |                                                                                           |
| 2013  | KBS2        | Global Request Show - A Song For You | Tous                  | 6                | Invités avec le groupe BtoB                                                               |
| 2014  | Arirang TV  | After School Club                    | Tous excepté Ken      | 111              |                                                                                           |
| 2014  | MBC Every1  | Hitmaker                             | N et Hyuk             | Saison 1         | Membres du casting, sélectionnés avec Jackson (Got7) et Sungjae (BtoB)                    |
| 2014  | MBC Every1  | Weekly Idol                          | Tous                  | Saison 3, ép 170 |                                                                                           |
| 2014  | KBS2        | Global Request Show - A Song For You | Tous                  | Saison 3, ép 18  | Invités de l'épisode 18 de la saison 3                                                    |
| 2015  | Arirang TV  | After School Club                    | VIXX LR (Leo et Ravi) | 174              | Invités de l'épisode 174                                                                  |
| 2015  | MBC Every1  | Weekly Idol                          | Toux excepté Hongbin  | 227              | Invités de l'épisode 227                                                                  |
| 2015  | MBC Every1  | Hitmaker (Saison 2)                  | N et Hyuk             | Saison 2         | Membres du casting, le groupe créé pendant la saison 1 se réunit pour une deuxième saison |
| 2015  | KBS2        | Global Request Show - A Song For You | VIXX LR (Leo et Ravi) | Saison 4, ép 10  | Invités de l'épisode 10 (Saison 4)                                                        |
| 2016  | JSTV        | Heroes of Remix                      | Tous                  | 2, 3, 4, 5, 6, 8 | Émission chinoise, victoire lors de l'épisode 4                                           |
| 2016  | Pikicast    | Fan Heart Attack Idol TV             | Tous excepté Leo      | 7                |                                                                                           |
| 2017  | Naver Vlive | Amigo TV                             | Tous                  |                  |                                                                                           |

## Concerts et tournées

### Tournées principales
- 2013 : VIXX Global Showcase - The Milky Way
- 2014 : VIXX Live Fantasia – HEX SIGN
- 2015 : VIXX Live Fantasia – UTOPIA
- 2016 : VIXX Live Fantasia – ELYSIUM
- 2017 : VIXX Live Fantasia – DayDream
- Tournées japonaises
- 2016 : VIXX Japan Live Tour - Depend On
- 2017 : VIXX Japan Tour – DayDream - 白昼夢 -